# Juigné-des-Moutiers
Juigné-des-Moutiers – miejscowość i gmina we Francji, w regionie Kraj Loary, w departamencie Loara Atlantycka.
Według danych na rok 2010 gminę zamieszkiwały 353 osoby, a gęstość zaludnienia wynosiła 14 osób/km².